# Rosenrot
Rosenrot este al cincilea album de studio al trupei germane, Rammstein. Albumul a fost lansat în data de 28 octombrie 2005. 

## Lista cântecelor
1. Benzin – 3:46
2. Mann Gegen Mann – 3:51
3. Rosenrot  – 3:55
4. Spring  – 5:25
5. Wo Bist Du – 3:56
6. Stirb nicht vor mir  – 4:06
7. Zerstören – 5:29
8. Hilf mir – 4:44 <
9. Te Quiero Puta! – 3:56
10. Feuer und Wasser – 5:18
11. Ein Lied – 3:44